# Veïnat de Mont-roig (Alt Empordà)
Veïnat de Mont-roig – miejscowość w Hiszpanii, w Katalonii, w prowincji Girona, w comarce Alt Empordà, w gminie Darnius.
Według danych INE z 2005 roku miejscowość zamieszkiwało 18 osób.